# Primera División de Uruguay 1955
Liga Profesional de Primera División 1955 var den 53:e säsongen av Uruguays högstaliga i fotboll, och 24:e säsongen som ligan spelades på professionell nivå. Ligan spelades som ett seriespel där samtliga lag mötte varandra vid två tillfällen. Totalt spelades 90 matcher med 294 gjorda mål.
Nacional vann sin 23:e titel som uruguayanska mästare.

## Deltagande lag
10 lag deltog i mästerskapet, samtliga från Montevideo.

## Resultat
| Nr | Lag                  | S  | V  | O | F  | GM | IM | MS  | P  |
| -- | -------------------- | -- | -- | - | -- | -- | -- | --- | -- |
| 1  | Nacional             | 18 | 14 | 3 | 1  | 53 | 21 | +32 | 31 |
| 2  | Peñarol              | 18 | 10 | 7 | 1  | 36 | 17 | +19 | 27 |
| 3  | Cerro                | 18 | 6  | 6 | 6  | 30 | 19 | +11 | 18 |
| 4  | Danubio              | 18 | 6  | 6 | 6  | 37 | 32 | +5  | 18 |
| 5  | CA Defensor          | 18 | 6  | 5 | 7  | 29 | 38 | −9  | 17 |
| 6  | Rampla Juniors       | 18 | 5  | 6 | 7  | 28 | 31 | −3  | 16 |
| 7  | Montevideo Wanderers | 18 | 5  | 6 | 7  | 21 | 24 | −3  | 16 |
| 8  | IA Sud América       | 18 | 6  | 3 | 9  | 23 | 41 | −18 | 15 |
| 9  | Liverpool            | 18 | 6  | 1 | 11 | 22 | 31 | −9  | 13 |
| 10 | River Plate          | 18 | 2  | 5 | 11 | 15 | 40 | −25 | 9  |